# Kohlenfrosch

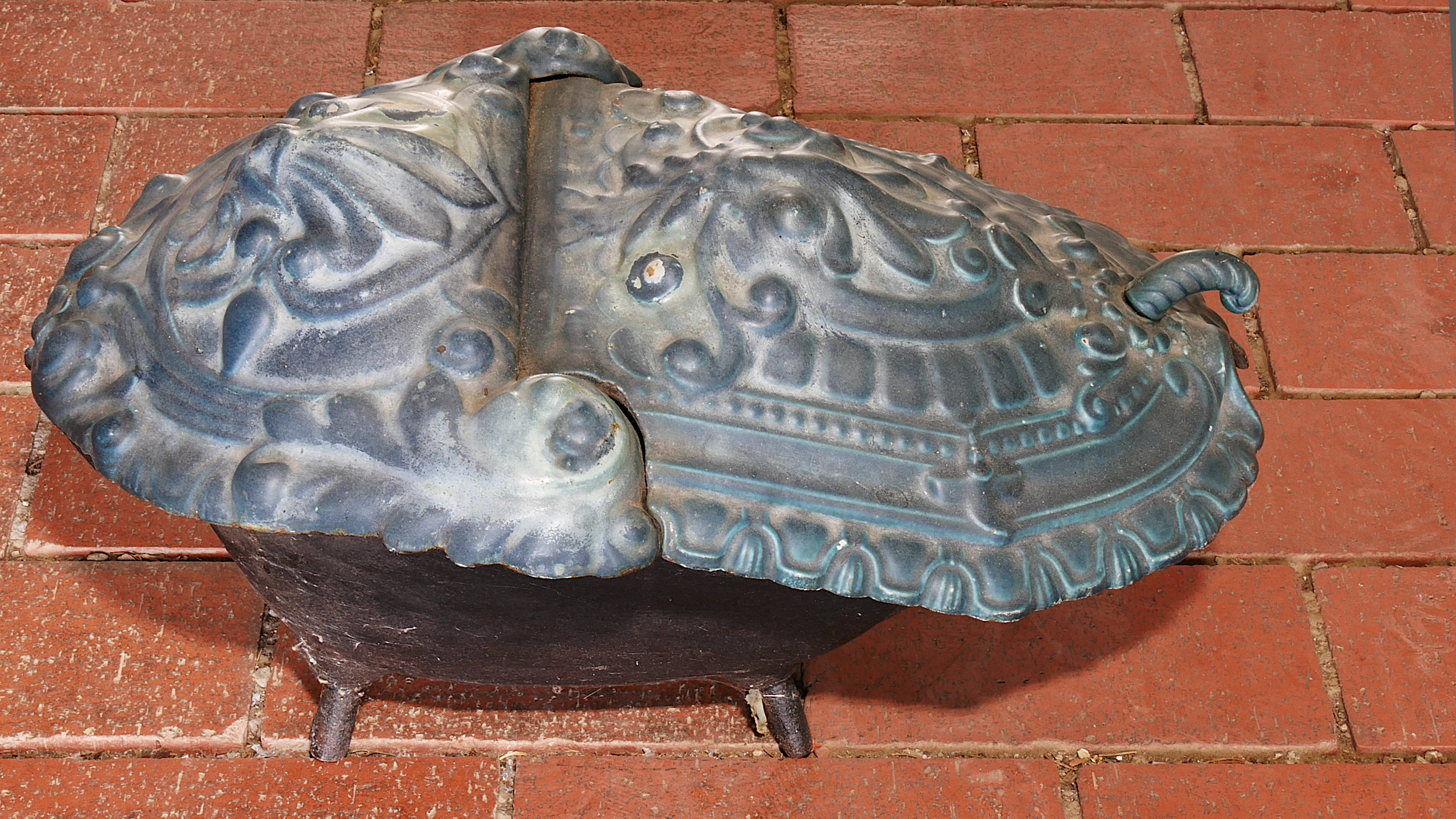
Emaillierter Kohlenfrosch mit prachtvollem Dekor

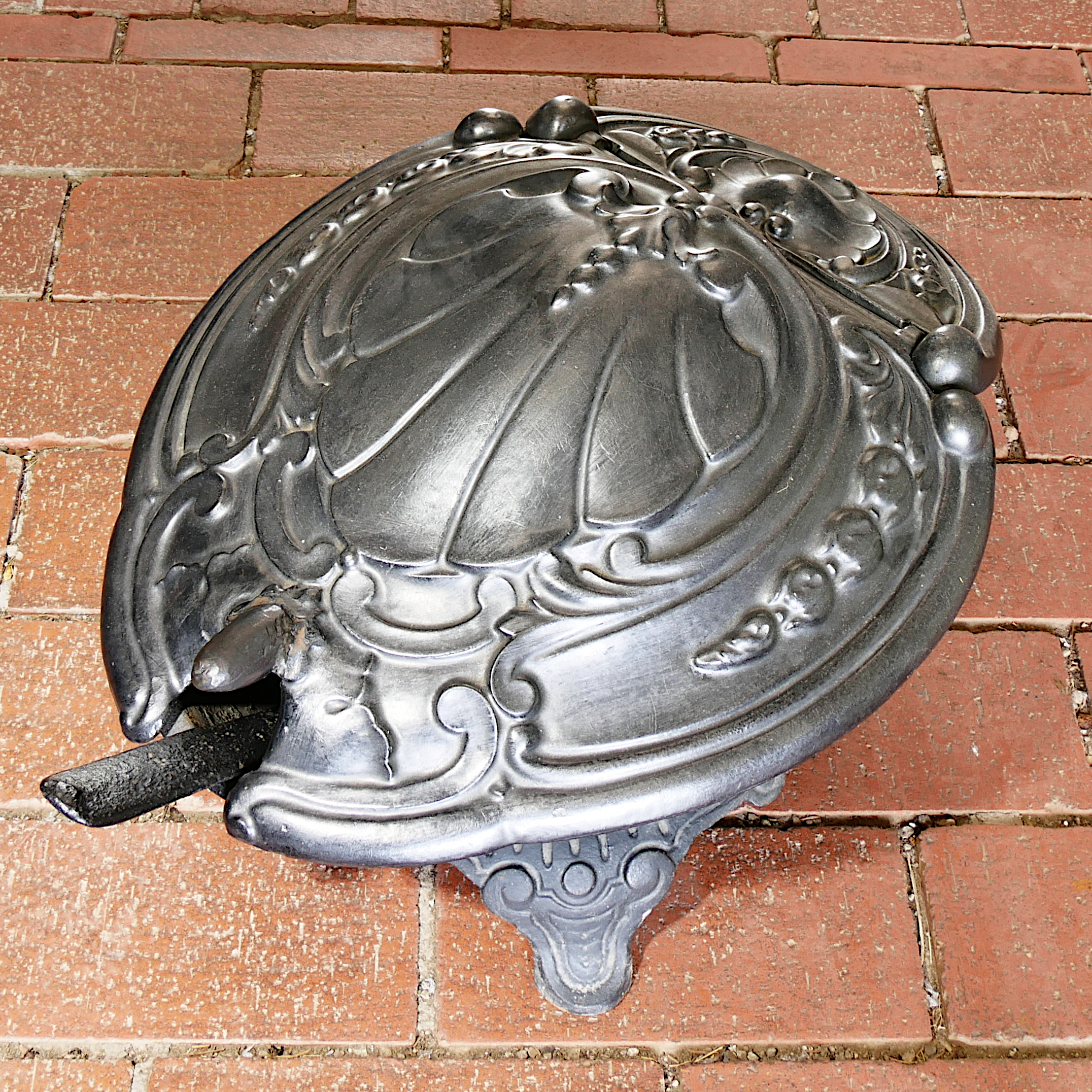
Kohlenfrosch mit Muscheldekor

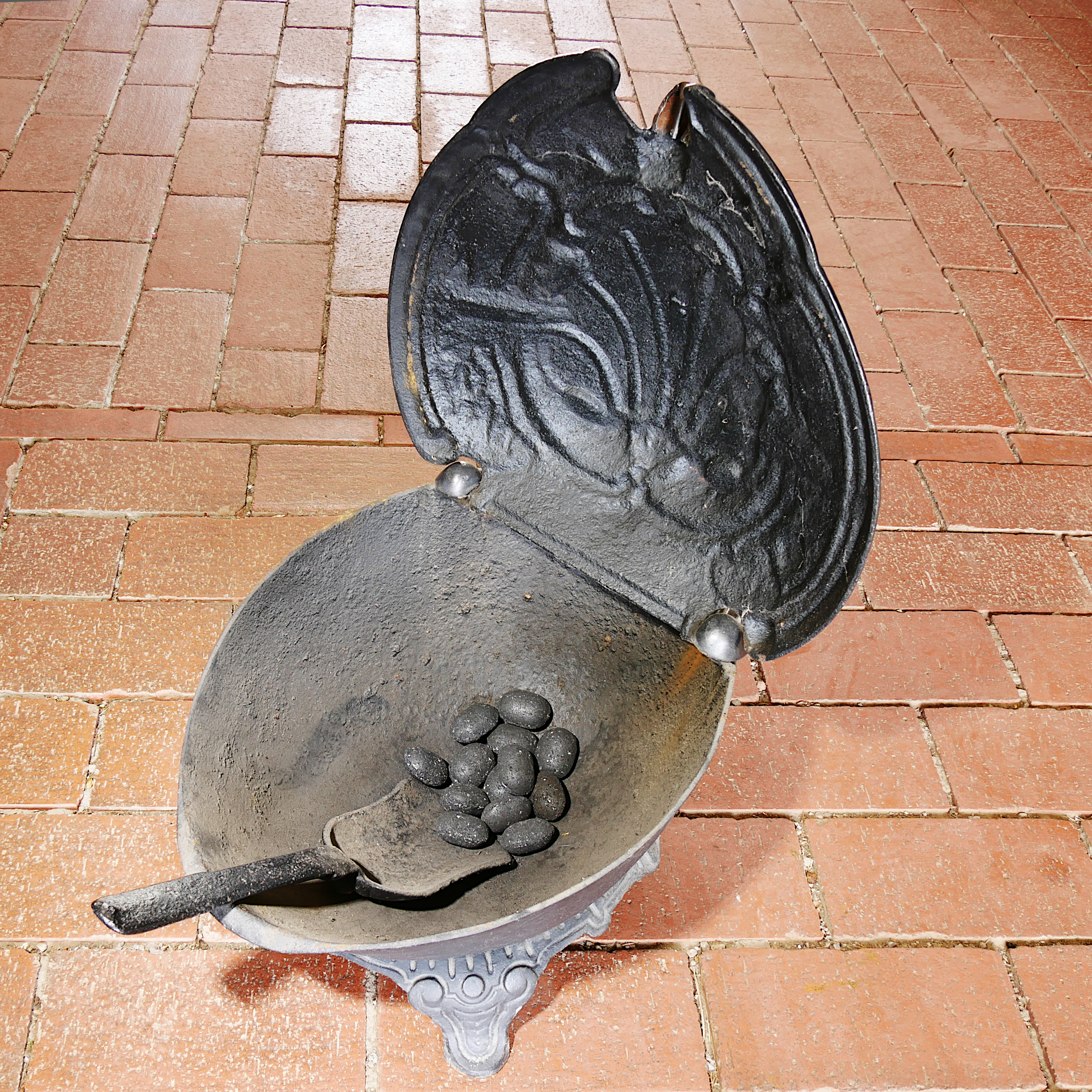
Aufgeklappter Kohlenfrosch, Kohlenschaufel, Eierkohlen

Ein Kohlenfrosch ist ein historischer Vorratsbehälter für Kohle aus Gusseisen. Er ist auf einem Sockel mit drei oder vier Beinen montiert und besteht aus einer meist schlichten Schale und einem meist sehr kunstvoll gestalteten Deckel. Der Deckel besteht zu mindestens zwei Dritteln aus einer Klappe, die mit Scharnieren am festen Teil des Deckels befestigt ist. Wenn die Klappe hochgeklappt ist, kann der Behälter befüllt oder entleert werden.
Die Form und das Dekor des Deckels lassen Kohlenfrösche wie kleine Ziermöbel aussehen. Sie wurden in der Nähe der Heiz- und Kochgeräte aufgestellt und bestehen aus gewöhnlichem oder emailliertem Gusseisen und sind farblich oft an den benachbarten Ofen angeglichen. In die Öffnung an der Vorderseite des Deckels passt der Griff der Kohlenschaufel, die zur Beschickung des Feuerraums des Heiz- oder Kochgeräts verwendet wird. Ein Kohlenfrosch hat die Kapazität von etwa 13 kg Kohle und damit die Brennstoffmenge, die von dem Ofen oder Herd, neben dem sie standen, an einem Tag verbraucht wurde.
Kohlenfrösche wurden in der Mitte des 19. Jahrhunderts vor allem von Gießereien im französisch-belgischen Montangebiet produziert und ersetzten in wohlhabenderen Haushalten die einfachen Kohlekübel. Ihr Ende wurde in der Nachkriegszeit durch die Umstellung auf Ölöfen und vor allem auf Zentralheizungen eingeleitet. Heute spielt der Kohlenfrosch für seine ursprüngliche Nutzung praktisch keine Rolle mehr. 
Museen, in denen Kohlenfrösche ausgestellt sind, sind das Freilichtmuseum Roscheider Hof und das Familistère de Guise.